# Rancho Chico (Texas)
Rancho Chico es un lugar designado por el censo ubicado en el condado de San Patricio en el estado estadounidense de Texas. En el Censo de 2010 tenía una población de 396 habitantes y una densidad poblacional de 296,89 personas por km².

## Geografía
Rancho Chico se encuentra ubicado en las coordenadas 28°1′27″N 97°29′48″O / 28.02417, -97.49667. Según la Oficina del Censo de los Estados Unidos, Rancho Chico tiene una superficie total de 1.33 km², de la cual 1.33 km² corresponden a tierra firme y (0%) 0 km² es agua.

## Demografía
Según el censo de 2010, había 396 personas residiendo en Rancho Chico. La densidad de población era de 296,89 hab./km². De los 396 habitantes, Rancho Chico estaba compuesto por el 81.82% blancos, el 2.53% eran afroamericanos, el 2.02% eran amerindios, el 0% eran asiáticos, el 0% eran isleños del Pacífico, el 12.88% eran de otras razas y el 0.76% pertenecían a dos o más razas. Del total de la población el 88.89% eran hispanos o latinos de cualquier raza.